# Obszar ochrony ścisłej Międzyrzeki
Obszar ochrony ścisłej Międzyrzeki – leśny obszar ochrony ścisłej (biernej) w Roztoczańskim Parku Narodowym, położonym w województwie lubelskim, w powiecie zamojskim, w gminie Zwierzyniec, na północ od Majdanu Kasztelańskiego. Zajmuje powierzchnię 103,94 ha.
Obszar pokryty jest lasem o pierwotnym charakterze, ze składem gatunkowym i strukturą mało zmienioną działalnością człowieka. Ochroną objęto przede wszystkim bór bagienny, kontynentalne torfowisko wysokie oraz bór mieszany dębowo-sosnowy z bukiem.
Obszar nie jest dostępny dla turystów – nie przebiega przez jego teren żaden szlak turystyczny ani ścieżka przyrodnicza.